# Ufa-Arena
Ufa Arena (russisk: Уфа-Арена, basjkirsk: Өфө-Арена) er en multifunktionsarena beliggende i Ufa, Basjkortostan, Rusland. Arenaen er hjemmebane for ishockeyklubben Salavat Julajev Ufa fra den Kontinentale Hockey-Liga, og tilskuerkapaciteten er 8.070 til ishockeykampe.
Arenaen var et af de to spillesteder ved U20-VM i ishockey 2013.